# DarkBASIC
DarkBASIC是一個創作遊戲的程式語言，由位於英國的The Game Creators公司所發行。這個程式語言是建構自BASIC以及近似在Amiga的AMOS BASIC語言。這個語言的目的在於從BASIC的語法使用微軟的DirectX進行遊戲的創作。

## 外部連結
- The Game Creators website*（页面存档备份，存于）
- DarkBASIC Professional home page（页面存档备份，存于）
- The Game Creators' Forums（页面存档备份，存于）
- WikiBooks - Learn how to Program DarkBASIC（页面存档备份，存于）